# در زیر دریا
در زیر دریا (به انگلیسی: Below) یک فیلم زیردریایی ترسناک فراطبیعی آمریکایی محصول سال ۲۰۰۲ به کارگردانی دیوید تویی، و نویسندگی دارن آرونوفسکی، لوکاس ساسمن، و تویی است و بازیگرانی چون بروس گرینوود، اولیویا ویلیامز، متیو دیویس، هولت مک‌کالانی، اسکات فولی، زک گالیفیناکیس، جیسون فلمینگ و دکستر فلچر در این فیلم بازی می‌کنند. این فیلم داستان یک زیردریایی نیروی دریایی ایالات متحده را روایت می‌کند که در سال ۱۹۴۳ در اقیانوس اطلس در حال گشت زنی مجموعه‌ای از حوادث ماوراء طبیعی را تجربه می‌کند.
کمپانی دایمنشن فیلمز این فیلم را در ۱۱ اکتبر ۲۰۰۲ با تبلیغات اندکی به نمایش گذاشت،و سبب شد در باکس آفیس آمریکای شمالی تنها ۶۰۵٬۵۶۲ دلار فروش گیشه به‌دست آورد. این فیلم با نقدهای ضد و نقیض منتقدان روبرو شد.

## داستان
در سکوت اعماق دریا در دوران جنگ جهانی دوم، یک زیردریایی آمریکایی به مأموریت عادی نجات می‌رود. اما برای خدمهٔ زیردریایی این مأموریت سفری به درون دیوانگی و توهم …

## پاسخ انتقادی
بازبینی جمعی فیلم راتن تومیتوز بر اساس ۶۸ نقد، با میانگین امتیاز ۶٫۲ از ۱۰ معادل، ۶۳٪ تأیید شده است. وب‌سایت متاکریتیک به این فیلم امتیاز میانگین وزنی ۵۵ از ۱۰۰ را بر اساس ۲۰ منتقد داد که نشان‌دهندهٔ «بررسی‌ها متوسط» است.